# Гійом Гуфф'є де Боніве
Гійом Гуфф'є де Боніве ( Guillaume Gouffier de Bonnivet, 1488 — 24 лютого 1525) — французький військовик часів Італійських воєн. Адмірал Франції. Його девіз «Поспішай не поспішаючи» й емблема: дельфін (символ моторності) над якорем (символом повільності).

## Життєпис

### Початок кар'єри
Син Вільгельма Гуфф'є, аристократа середнього статку. Після його смерті у 1495 році родина опинилася у скрутному становищі. Гійом Гуфф'є розпочав свою кар'єру завдяки старшому братові Артуру, який у 1506 році став наставником Франсуа Ангулемського, майбутнього короля Франциска I. Завдяки Артуру Гійом увійшов у тісну дружбу з принцом Ангулемським. Незабаром молодий Гуфф'є отримав значний вплив на свого молодого друга.
Зі вступом на трон Франциска I Артур стає першим радником короля, а Гійом отримує звання адмірала Франції. У 1517 році за королівським наказом починає будівництво міста Гавр. У 1518 році виконує дипломатичне завдання в Англії, де укладає угоду з королем Генріхом VIII. Поступово Гуфф'є стає капітаном найзначущих портів Франції — Нанта, Бреста, Онфлера, Дьеппа, Понт-Одеме.
У 1519 році Гійом Гуфф'є вів перемовини з німецькими князями стосовно обрання Франциска I імператором Священної Римської імперії за місце померлого Максиміліана I. Втім тут він зазнав невдачі — було обрано новим імператором Карла Габсбурга. У 1520 році Гійом Гуфф'є призначається відповідальним за організацію Поля золотої парчі, де зустрічалися та вели перемовини Франциск I, король Франції, та Генріх VIII, король Англії.

### Італійська війна (1521—1526)
В цей час Гійом Гуфф'є стає союзником матері короля — Луїзи Савойської, яка сприяла зміцненню позицій Гуфф'є при дворі. З початком у 1521 році війни з Іспанією очолює франко—наваррську армію в Арагоні. Зумів захопити важливу фортецю Фонтарабі. У 1522 році підтримав Луїзу Савойську щодо зазіхань на майно Карла Бурбона. Зрештою у 1523 році домігся вигнання останнього з Франції. Того ж року на чолі армії рушив до Італії. Втім вже у 1524 році вимушений був відступити до Провансу. З перемінним успіхом протидіяв імперський армії Карла V Габсбурга, яка вдерлася до Провансу. Після її відступу Гійом Гуфф'є став планувати нову військову кампанію проти Іспанії в Італії.
У 1525 році на чолі військ, де знаходився й король Франциск I, рушив до герцогства Мліанського. Гуфф'є відкинув пораду зайняти менш захищене м. Лоді, а вирішив захопити Павію, формальну столицю Італійського королівства у складі Священної Римської імперії. 24 лютого цього ж року відбулася вирішальна битва, в якій Гійом Гуфф'є загинув, а Франциск I потрапив у полон.